# Chūpān Kolā
Chūpān Kolā (persiska: چوپان كلا) är en ort i Iran.   Den ligger i provinsen Mazandaran, i den norra delen av landet, 150 km nordost om huvudstaden Teheran. Antalet invånare är 450.
Terrängen runt Chūpān Kolā är mycket platt, och sluttar norrut. Runt Chūpān Kolā är det tätbefolkat, med 286 invånare per kvadratkilometer. Närmaste större samhälle är Babol, 7,3 km sydost om Chūpān Kolā. Trakten runt Chūpān Kolā består till största delen av jordbruksmark.